# إنجيل باسيليد
إنجيل باسيليديس هو العنوان الذي أُطلق على نص مشهور ضمن أبوكريفا العهد الجديد، والذي ذُكر في منتصف القرن الثالث على أنه متداول آنذاك بين أتباع باسيليديس (Ασιλείδεης)، وهو لاهوتي بارز ذو ميول غنوصية، كان يُدرّس في الإسكندرية في الربع الثاني من القرن الثاني. أدان باسيليديس تعاليم باسيليديس على أنها هرطقة من قبل إيريناوس من ليون (حوالي 130 - 200), ومن قبل هيبوليتوس الروماني ( ق. 170– ق. 236 )، على الرغم من أن كليمنت الإسكندري قد قيمها بشكل أكثر إيجابية ( ق. 150– ق. 215 ). ومع ذلك، لا يوجد اتفاق بين إيريناوس، أو هيبوليتوس، أو كليمنت فيما يتعلق بآراء باسيليدس اللاهوتية المحددة؛  في حين لم يذكر أي من الثلاثة إنجيلاً باسم باسيليدس. 

## التاريخ
أول إشارة مباشرة إلى إنجيل باسيليدس هي تلك الموجودة في أوريجانوس (حوالي 185 - حوالي 254)، الذي يقول:
تمتلك الكنيسة أربعة أناجيل لكن الهراطقة يمتلكون أكثر.أحدهم يسمى انجيل المصريين اليوناني.و آخر يدعى انجيل الرسل الاثني عشر. باسيليديس أيضا تجرأ على كتابة انجيل استنادا الى باسيليديس
ان اشعار أوريجانوس هو مصدر الإشارات إلى إنجيل باسيليدس،في جيروم أمبروز ، فيليب من سيدا ، والقديس بيدا . [3] والسرير الموقر. [4] لكن لم يبلغ أي من هؤلاء المؤلفين عن أي اقتباسات من الإنجيل المفترض  
يُعرف الكثير عن أعمال باسيليدس الرئيسية في أربعة وعشرين كتابًا؛  الذي سجل له كليمنت الإسكندري عنوان Exegetica (أو 'أطروحات')  ويقدم اقتباسات من الكتاب الثالث والعشرين، بينما يتم الاحتفاظ باقتباسات أخرى في أعمال هيجمونيوس.  يذكر يوسابيوس القيصري أن أجريبا كاستور (منتصف القرن الثاني) قام بوصف كتاب Exegetica " على أنه أربعة وعشرون كتابًا عن الإنجيل"،  وقد تم فُسر هذا الإشعار على أنه يميز Exegetica الكامل كتعليق موسع، يمكن الاستدلال من نصه الأساسي على أنه إنجيل باسيليدس المفقود. و انطلاقا من هذا الافتراض والاقتباسات الباقية من Exegetica طُورت مجموعة من النظريات حول طبيعة إنجيل باسيليدس:  أنه كان عبارة عن تحرير لإنجيل لوقا؛ وأنه قام بالجمع بين إنجيلي لوقا ومتى؛ وأنه حاول أن يجعل الاناجيل الأربعة منسجمة؛ وأنها كانت رواية مستقلة عن حياة يسوع؛ أو حتى أنها كانت أطروحة مجردة أو عظة عن الأهمية الدينية ليسوع، دون علاقة محددة بتعاليمه أو أحداث خدمته الأرضية، مماثلة في هذا الصدد لإنجيل الحقيقة ،  وهو واحد من الأعمال الغنوصية الأخرى.  زعم بعض العلماء أن إشارة أوريجانوس إلى إنجيل باسيليدس كانت تشير إلى Exegetica نفسها؛ وبالتالي يرون أنه من الواجب أن يتم تحديد العنوانين.  وإلا فإن إنجيل باسيليدس قد يشير إلى نص غنوصي من القرن الثاني أو الثالث (سواء كان مفقودًا أو موجودًا تحت عنوان آخر) ليس له أي صلة بباسيليدس نفسه، ماعدى خلاف كونه محفوظًا داخل الطائفة الحاملة لاسمه.  يذكر فيلهلم شنيميلشر أنه "باختصار يجب أن يقال إن كل التخمينات المتعلقة بإنجيل باسيليدس تظل غير مؤكدة." 

## رواية الصلب
قيل أن باسيليدس كان يدرس عقيدة دوسيتية حول آلام المسيح. على الرغم من أن إيريناوس لميقم بذكر كتابة باسيليدس لإنجيل، إلا أنه سجله وهو يُعلم أن المسيح في يسوع، ككائن إلهي تمامًا، لا يمكن أن يعاني من آلام جسدية ولم يتم صلبه ؛ ولكن الشخص الذي تم صبه كان في الواقع سمعان القيرواني .  
He appeared on earth as a man and performed miracles. Thus he himself did not suffer. Rather, a certain Simon of Cyrene was compelled to carry his cross for him. It was he who was ignorantly and erroneously crucified, being transfigured by him, so that he might be thought to be Jesus.  Moreover, Jesus assumed the form of Simon, and stood by laughing at them. Irenaeus, Against Heresies

يذكر إبيفانيوس السلامي نفس الحادثة كما علمها باسيليدس، على الرغم من أنه قد يعتمد في هذا على إيريناوس فقط.  كما توجد روايات عن رؤية المسيح الحي وهو يضحك إلى جانب الصلب أو فوقه في نصين غنوصيين من القرن الثاني/الثالث في مكتبة نجع حمادي ؛ سفر رؤيا بطرس   والمقالة الثانية لسيث العظيم ؛   وفي النص الأخير، تم تحديد سمعان القيرواني أيضًا باعتباره واحدًا من سلسلة من البدائل الجسدية للمسيح الروحي. يستنتج وينريش لور أن تقليدًا شائعًا من الأناجيل في منتصف القرن الثاني (والذي يشك رغم ذلك في أنه نشأ مع باسيليدس نفسه) يجب أن يكون أساسًا لكل من إشعار إيريناوس ونصي نجع حمادي . 

## فهرس
- كروس، FL و ليفينغستون، EA، المحررون. (1997). المقال "باسيليدس". قاموس أكسفورد للكنيسة المسيحية . مطبعة جامعة أكسفورد. .
- كيلهوفر، جيمس أ. (2014). مفاهيم "الإنجيل" والشرعية في المسيحية المبكرة . موهر سيبك.(ردمك 9783161526367)رقم ISBN 9783161526367
- لور، وينريش أ. (1995). باسيليدس ومدرسته . موهر سيبك.(ردمك 9783161463006)رقم ISBN 9783161463006
- شنيميلشر، فيلهلم (1991). أسفار العهد الجديد غير القانونية ؛ ترجمة إنجليزية بقلم ر. ماكل. ويلسون. جيمس كلارك.(ردمك 0227679156)رقم ISBN 0227679156 .

1. 1 2  Frank Leslie Cross, Elizabeth A. Livingstone (1997). "Basilides". The Oxford Dictionary of the Christian Church. Oxford University Press. ص. 168. ISBN:019211655X.
2. 1 2  Kelhoffer، James A. (2014). Conceptions of "Gospel" and Legitimacy in Early Christianity. Mohr Siebeck. ص. 87. ISBN:9783161526367.
3. ↑  Schneemelcher، Wilhelm (1991). New Testament Apocrypha; English translation by R. McL. Wilson. James Clarke. ص. 397. ISBN:0227679156.
4. ↑  Kelhoffer، James A. (2014). Conceptions of "Gospel" and Legitimacy in Early Christianity. Mohr Siebeck. ص. 85. ISBN:9783161526367.
5. 1 2 3  Kelhoffer، James A. (2014). Conceptions of "Gospel" and Legitimacy in Early Christianity. Mohr Siebeck. ص. 94. ISBN:9783161526367.
6. ↑  Kelhoffer، James A. (2014). Conceptions of "Gospel" and Legitimacy in Early Christianity. Mohr Siebeck. ص. 82. ISBN:9783161526367.
7. ↑  Kelhoffer، James A. (2014). Conceptions of "Gospel" and Legitimacy in Early Christianity. Mohr Siebeck. ص. 90. ISBN:9783161526367.
8. ↑  Kelhoffer، James A. (2014). Conceptions of "Gospel" and Legitimacy in Early Christianity. Mohr Siebeck. ص. 84. ISBN:9783161526367.
9. ↑  Kelhoffer، James A. (2014). Conceptions of "Gospel" and Legitimacy in Early Christianity. Mohr Siebeck. ص. 89. ISBN:9783161526367.
10. 1 2  Kelhoffer، James A. (2014). Conceptions of "Gospel" and Legitimacy in Early Christianity. Mohr Siebeck. ص. 78. ISBN:9783161526367.
11. ↑  Schneemelcher، William (1991). New Testament Apocrypha; English translation by R. McL. Wilson. James Clarke. ص. 398. ISBN:0227679156.
12. ↑  Schneemelcher، Wilhelm (1991). New Testament Apocrypha; English translation by R. McL. Wilson. James Clarke. ص. 399. ISBN:0227679156.
13. ↑  Ehrman، Bart (2005). Lost Christianities. OUP. ص. 188. ISBN:0195182499.
14. ↑  Haer. 1.24.4
15. ↑  Kelhoffer، James A. (2014). Conceptions of "Gospel" and Legitimacy in Early Christianity. Mohr Siebeck. ص. 80. ISBN:9783161526367.
16. ↑  Book 1, Chapter 19 نسخة محفوظة 2024-12-01 على موقع واي باك مشين.
17. ↑  Brashler، James A. (1984). Introduction to the Apocalypse of Peter in The Nag Hammadi Library in English; James M. Robinson ed. Brill. ص. 339. ISBN:9004071857.
18. ↑  Ehrman، Bart (2005). Lost Christianities. OUP. ص. 185–187. ISBN:0195182499.
19. ↑  Gibbons، Joseph A. (1984). Introduction to the Second Treatise of the Great Seth; in The Nag Hammadi Library in English; James M. Robinson ed. Brill. ص. 329. ISBN:9004071857.
20. ↑  Ehrman، Bart (2005). Lost Christianities. OUP. ص. 187–188. ISBN:0195182499.
21. ↑  Löhr، Winrich A. (1995). Basilides und seine Schule. Mohr Siebeck. ص. 255–273. ISBN:9783161463006.